# David Kuh
David Kuh (ur. 11 kwietnia 1819 w Pradze, zm. 26 stycznia 1879 tamże) – niemiecki dziennikarz pochodzenia żydowskiego urodzony i działający w Czechach.

## Życiorys
Urodził się w mieszkającej w Pradze rodzinie żydowskiej pochodzącej z Niemiec, po ukończeniu praskiego gimnazjum zamieszkał w Bratysławie, a następnie studiował w Wiedniu na wydziale medycznym. Był współorganizatorem słowackiej drużyny piłkarskiej. Po ukończeniu nauki w 1842 był prywatnym nauczycielem w Wiedniu, a następnie na Morawach. Przez krótki czas podróżował po Czechach z trupą wędrownych aktorów. Podczas tzw. Narodowego odrodzenia w 1848 jego poglądy były zdecydowanie proniemieckie. W tym samym roku został dziennikarzem niemieckiej gazety, która była wydawana na Węgrzech. Za krytykę Josipa Jelačicia został skazany na 1,5 roku więzienia, karę odbywał w Osijeku, a następnie w Terezinie. Po wyjściu na wolność zamieszkał w Pradze, gdzie założył i redagował „Der Tagesbote aus Böhmen”, była to gazeta silnie proniemiecka. Zaangażował się w działalność polityczną, był założycielem Deutsche Freiheitliche Partei. Do 1858 jego poglądy były umiarkowane, w swojej gazecie publikował felietony Františka Josefa Řezáča, a także Františka Ladislava Riegera i Jana Palackýego. W 1858 opublikował szereg artykułów, w których anonimowy dziennikarz podał w wątpliwość prawdziwość Rękopisu królowodworskiego, a o fałszerstwo podejrzewał Václava Hankę. Publikacje wywołały skandal obyczajowy i Hanka wytoczył Kuhowi proces o zniesławienie, sąd wyrokiem z 25 sierpnia 1859 skazał Davida Kuha na dwa miesiące więzienia, pokrycie kosztów sądowych i utratę wpłaconej kaucji. Dziennikarz odwołał się następnego dnia i sąd anulował wyrok puszczając go wolno. Podczas wyborów w 1862 Kuh stanął wyraźnie po stronie przeciwników programu czeskiego, co przysporzyło mu wielu przeciwników, którzy w ramach protestu publikowali w prasie jego nekrologi. David Kuh został wybrany do sejmu jako przedstawiciel miast Most, Hora Svate Kateriny i Jirkova. Od 1872 przez rok zasiadał w Radzie Cesarskiej, był członkiem wielu niemieckich stowarzyszeń działających na terenie Czech i Moraw.
Jego wnukiem był Anton Kuh.